# Georg Ditsch

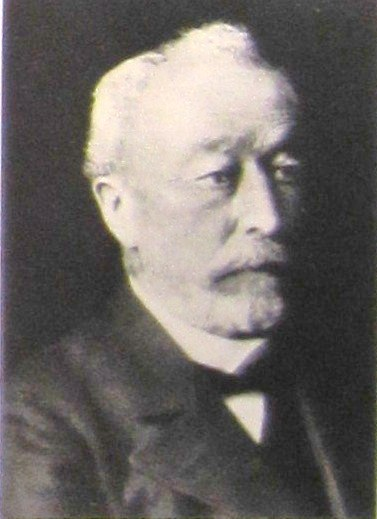
Georg Ditsch

Georg Ditsch (französisch: Georges Ditsch; * 25. April 1829; † 1918) war Notar und Politiker im Reichsland Elsaß-Lothringen.

## Leben
Georg Ditsch studierte Rechtswissenschaften und wurde 1855 Notar in Fénétrange. Er heiratete Elisa Bricka.
1878 wurde er zum Bürgermeister von Finstingen gewählt. Ab 1873 gehörte er dem Bezirkstag des Bezirks Lothringen an und wurde von diesem von 1888 bis 1911 in den Landesausschuss des Reichslandes Elsaß-Lothringen gewählt. Dem Bezirkstag stand er 1911 bis 1918 als Vorsitzender vor. 1906 wurde er Mitgründer der „Groupe lorrain“ der Fraktion der deutschsprachigen Lothringer im Landesausschuss und später im Landtag. Sein Spitzname war «die knorrige Eiche aus Finstingen», Georges Ditsch war politischer Gegner der frankophonen Lothringer, geführt von Henri Collin, war aber auch nach Meinung seiner Gegner immer ein Vertreter lothringischer Interessen.

## Ehrungen
Die Rue Georges Ditsch in Finstingen ist nach ihm benannt.